# Bianor simplex
Bianor simplex is een spinnensoort in de taxonomische indeling van de springspinnen (Salticidae).
Het dier behoort tot het geslacht Bianor. De wetenschappelijke naam van de soort werd voor het eerst geldig gepubliceerd in 1865 door John Blackwall.